# Tratado de Roma (1924)

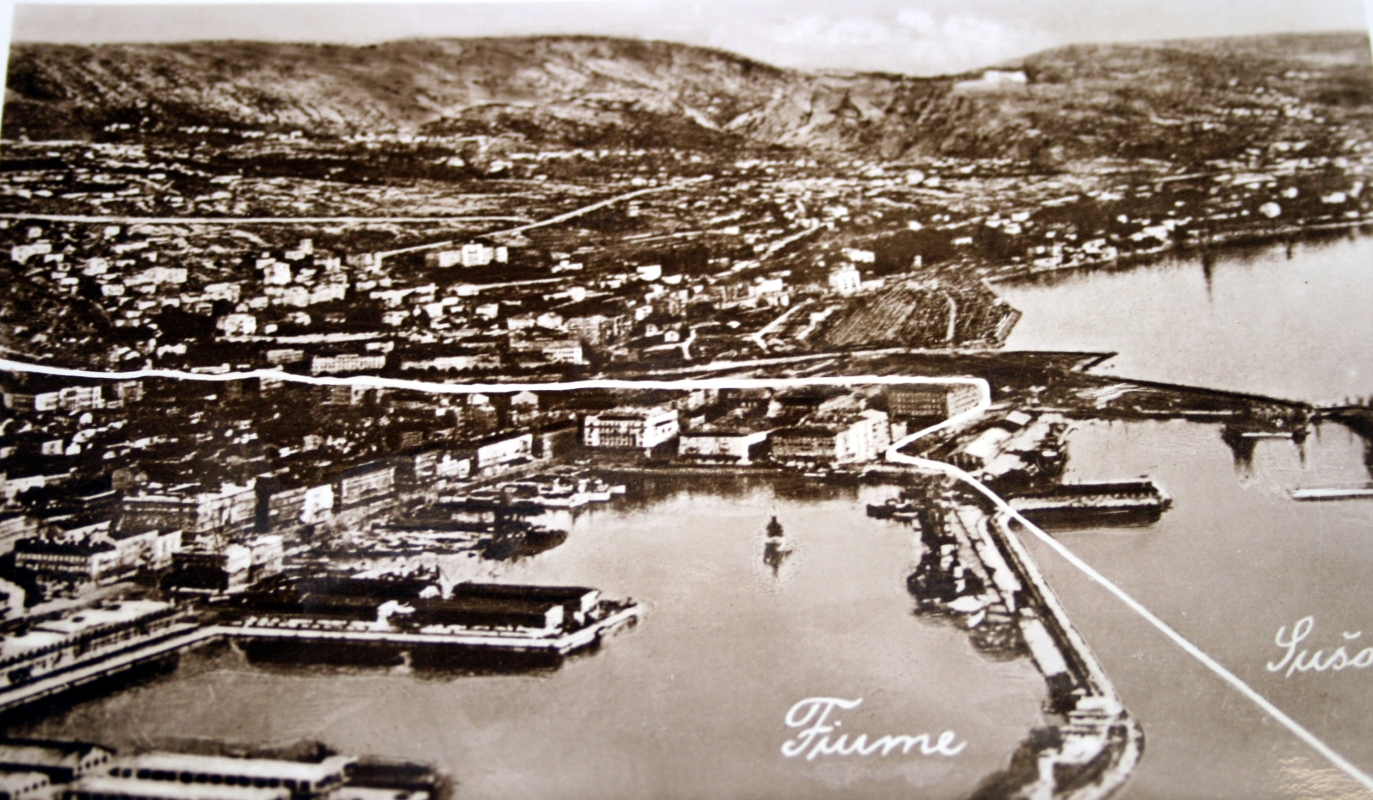
Instantánea de Fiume en 1937, ya bajo el dominio de la Italia fascista.

El tratado de Roma del 27 de enero de 1924, oficialmente "Italia y el Reino de los serbios, croatas y eslovenos.", fue un acuerdo que revisaba el Tratado de Versalles (1914) y el posterior Tratado de Rapallo (1920) llevado a cabo entre el Reino de Italia y el Reino de los serbios, croatas y eslovenos y sancionado por la Sociedad de Naciones en el que se cedía finalmente la hasta entonces ciudad-estado de Fiume a Italia.

## Antecedentes
Las ambiciones territoriales italianas tras la firma del Tratado de Londres se vieron frustradas tras el final de la Primera Guerra Mundial cuando las autoridares del recientemente creado estado de Yugoslavia les negaron las concesiones en Dalmacia, a las que los italianos habían añadido la cesión de la ciudad de Fiume (una ciudad de mayoría italiano-parlante que gozaba de gran autonomía en el Imperio austrohúngaro), con el apoyo del gobierno estadounidense de Woodrow Wilson y en menor medida del los franceses e ingleses que preferían limitar las concesiones.
Las negociaciones prosiguieron sin éxito a lo largo de 1919, en los que se sugirieron varios tratados que reducían al mínimo las concesiones territoriales a Italia y establecían Fiume como una ciudad-estado independiente dada el privilegiado posicionamento para el comercio balcánico de su puerto. Un grupo de exmilitares ultranacionalistas dirigidos por Gabriele D'Annunzio indignados por el fracaso en la adquisición territorial de Italia tomaron la ciudad forzando la retirada de las tropas guarnecidas de la Sociedad de Naciones para preservar el orden. El gobierno italiano (...) se negó a incorporar la ciudad al reino por temor a enemistarse con franceses, italianos y estadounidenses por lo que se estableció un gobierno temporal de corte proto-fascista conocido como la Regencia de Carnaro. 
El nuevo gobierno italiano presidido por Giovanni Giolitti aprovechando la derrota electoral de Woodrow Wilson en los Estados Unidos y el deseo de resolver definitivamente la cuestión del resto de países forzó a Yugoslavia a entrar en negociaciones firmando el Tratado de Rapallo, que aparte de avanzar la frontera italiana en Istria daba el estatuto de ciudad libre a Fiume, dirigida por un Consorcio a tres partes entre los italianos, los yugoslavos y los propios fluminenses para gestionar la actividad comercial del puerto. Después de que el gobierno de la regencia se negara a entregar la ciudad bajo estas condiciones y declarara el estado de guerra a Italia la armada italiana bombardeó la ciudad en la Navidad de 1920, obligando a los nacionalistas entregarla a las autoridades italianas que establecieron el Estado libre de Fiume como habían acordado.
En octubre de 1921 mediante elecciones se elige a Ricardo Zanella, antiguo alcalde y héroe local en la resistencia contra la dictadura de Gabriele, como primer presidente siendo elegida la Asociación autonomista por encima de una coalición nacionalista pro-italiana. Las políticas de Zanella se enfocarán en reducir la influencia que el gobierno italiano ejercía sobre la ciudad causando malestar en la mayoría étnica italiana que provocaron varias oleadas de violencia y fundara un Comité de Defensa Nacional. Los disturbios no besaron y finalmente el 3 de marzo de 1922 el Comité inició una insurrección que obligó a la renuncia de Zanella y a que se les cediera el poder, nombrando a Attila Depoli como jefe provisional del estado. Ese mismo octubre Mussolini es nombrado jefe de gobierno en Italia tras la Marcha sobre Roma, y en septiembre del año siguiente tropas italianas toman la ciudad con la excusa de restaurar el orden público entre vitores de los nacionalistas y Gaetano Giardino asume el mando de la ciudad como gobernador militar.

## Negociación y Firma
Tras la toma de la ciudad el gobierno italiano encargó al diplomático Salvatore Contarini entablar negociaciones con tal de llevar a cabo su anexión. Finalmente el 27 de enero de 1924 ambas partes llegan a un acuerdo por el cual: A Yugoslavia se le reconoce la soberanía sobre el delta del río Eno, incluida la aldea de Porto Baross, y el territorio de la frontera norte del distrito de Rijeka; a Italia la soberanía sobre el centro histórico de Fiume, y sobre la franja de territorio que garantizaba la continuidad territorial de la ciudad con la península italiana. Siendo inmediatamente ratificados por la comunidad internacional, que buscaba apaciguar las ambiciones expansionistas italianas. Los acuerdos serían ratificados por una comisión mixta en el Tratado de Nettuno el 20 de julio de 1925, que establecía las fronteras exactas y permitía la emigración libre de ciudadanos italianos a Dalmacia.